# Jerry O’Connell
Jeremiah „Jerry” O’Connell (Manhattan, New York, 1974. február 17. –) amerikai színész, szinkronszínész, forgatókönyvíró, rendező és producer.
Fontosabb filmjei közé tartozik az Állj mellém! (1986), a Bogaras Joe (1996), a Jerry Maguire – A nagy hátraarc (1996), a Sikoly 2. (1997) és a Kenguru Jack (2003).
Az 1990-es évek közepétől négy évadon át játszotta Quinn Malloryt a Sliders című sci-fi-kalandsorozatban, melynek számos epizódjában forgatókönyvíróként, rendezőként és producerként is közreműködött. Emellett a 2000-es és 2010-es években Woody Hoyt nyomozót alakította a Bostoni halottkémek és a Las Vegas című sorozatokban, továbbá Pete Kaczmareket a Jog/Ászok című vígjáték-drámasorozatban. Szinkronhangját több alkalommal kölcsönözte animációs filmekben.
2007 óta Rebecca Romijn színésznő férje, két gyermekük született.

## Ifjúkora és tanulmányai
New Yorkban született és nevelkedett; édesanyja, Linda O’Connell rajztanárként, édesapja, Michael O’Connell egy reklámcég művészeti igazgatójaként dolgozott. Egy öccse van, Charlie O’Connell, aki szintén színész lett. Nagyapjuk, Charles Witkowski Jersey City polgármestere volt az 1950-es években. Saját bevallása szerint O’Connell félig ír, negyedrészt olasz és negyedrészt lengyel származású.
A középiskola befejezése után a New York Egyetem filmszakos hallgatója lett, ahol forgatókönyvírás mellett versenyszerű vívással is foglalkozott és a férfi vívócsapat kapitánya volt. 1995-ben szerezte meg diplomáját.

## Filmes pályafutása
Gyermekként reklámfilmekben tűnt fel, majd tizenegy évesen kapta meg első filmszerepét az Állj mellém! című Stephen King-feldolgozásban. 1988 és 1991 között a My Secret Identity című, kanadai sci-fi témájú szituációs komédiában formálta meg az emberfeletti képességekkel rendelkező tizenéves főszereplőt. 1992-ben játszott a Camp Wilder című, rövid életű ABC szitkomban, Jay Mohr és Hilary Swank partnereként. 1995-ben osztották rá Quinn Mallory szerepét a Sliders című sci-fi-sorozatban, melyben négy évadon át alakított főszerepet. A színészet mellett producerként, forgatókönyvíróként és rendezőként is kipróbálta magát a sorozatban.
Az 1990-es évek közepétől olyan filmekben szerepelt, mint a Bogaras Joe (1996), a Jerry Maguire – A nagy hátraarc (1996), a Sikoly 2. (1997), A Mars-mentőakció (2000), az Én és én, meg a tehén (2002) és a Kenguru Jack (2003). 2004-ben jelent meg az O’Connell forgatókönyvéből készült Fejjel a bajnak című romantikus vígjáték, Katie Holmes és Michael Keaton főszereplésével.
Az NBC Bostoni halottkémek című bűnügyi drámasorozatában Woody Hoyt nyomozót alakította 2002 és 2007 között. A Las Vegas több epizódjában vendégszereplőként szintén Hoyt bőrébe bújt. 2005-ben szinkronszínészként hangját kölcsönözte Marvel Kapitánynak Az igazság ligája: Határok nélkül című animációs sorozat egyik részében. A 2010-es Superman/Shazam – Black Adam visszatér című rövidfilmben is megismételte a szerepet. 2007-ben vendégszerepelt felesége, Rebecca Romijn oldalán a Ki ez a lány? című sorozat egyik részében. 2007 és 2008 között O’Connell az ABC csatorna Carpoolers című vígjáték-sorozatában játszott.
2009-ben szerepelt a Segítség, gyereket várok! című vígjátékban és az Őrült szenvedély című thrillerben (utóbbiban Beyoncé Knowles és Idris Elba főszereplők oldalán). 2009-ben ismét vendégszerepelt a főszerepet alakító felesége mellett, ezúttal az Eastwicki boszorkák című ABC-sorozatban. 2010-ben a Piranha 3D című horror-vígjátékban volt látható Adam Scott és Elisabeth Shue színésztársaként.
2010-től Jim Belushival együtt főszerepet kapott a CBS Jog/Ászok című vígjáték-drámasorozatában, de azt egy évad után törölték a műsorról. 2015-ben a Horrorra akadva 5. című paródiában formálta meg a A szürke ötven árnyalata-trilógiából ismert Christian Greyt. 2015 és 2017 között Az Igazság Ligája: Atlantisz trónja, Az Igazság Ligája a Tini Titánok ellen és A sötét Igazság Ligája című animációs filmekben biztosította Clark Kent, azaz Superman szinkronhangját. A szerepet a 2018-as The Death of Superman és a 2019-es Reign of the Supermen című animációs filmekben is elvállalta. 2018-ban vendégszerepelt az Agymenőkben és ugyanettől az évtől címszerepben tűnik fel a Carter című sorozatban is.
2020-ban Tucker szerepét játszotta el A titok – Merj álmodni című filmben.

## Magánélete

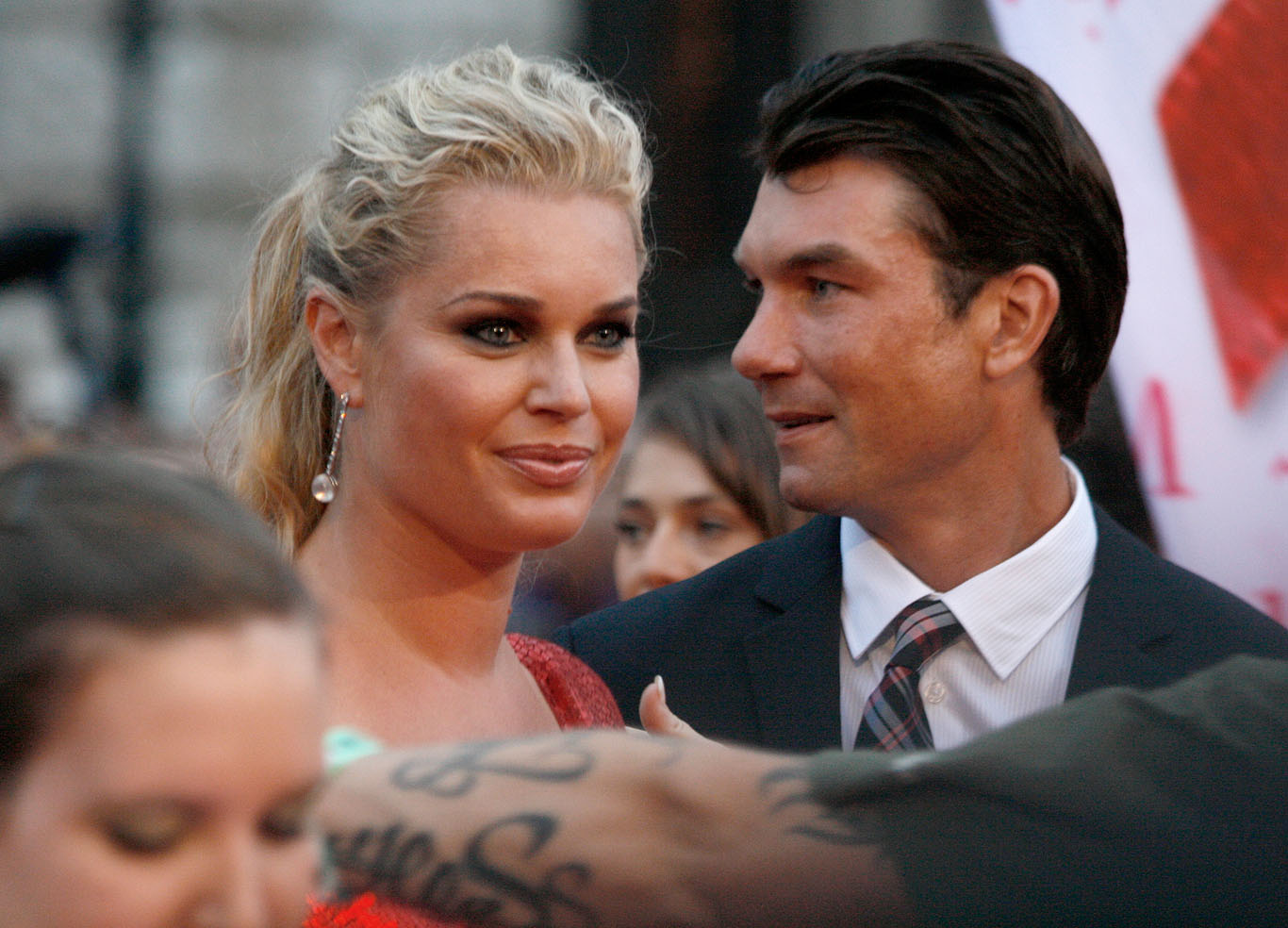
Feleségével, Rebecca Romijnnel 2010-ben.

2004-től Rebecca Romijn színésznő a partnere, 2005 szeptemberében jegyezték el egymást és 2007. július 14-én házasodtak össze calabasasi, kaliforniai házukban. 2008. december 28-án születtek meg ikerlányaik, Dolly Rebecca Rose O’Connell és Charlie Tamara Tulip O’Connell. Gyermekeik Dolly Parton énekesnőről, valamint Romijn Tamara nevű testvéréről és O’Connell Charlie nevű öccséről kapták nevüket.
2009-től a színész a Los Angeles-i Southwestern Law School jogi magániskola hallgatója lett, de a színészet miatt félbehagyta tanulmányait.

## Filmográfia

### Film
| Év   | Magyar cím                                         | Eredeti cím                                              | Szerep                                           | Magyar hang       |
| ---- | -------------------------------------------------- | -------------------------------------------------------- | ------------------------------------------------ | ----------------- |
| 1986 | Állj mellém!                                       | Stand by Me                                              | Vernon "Vern" Tessio                             | Sugár Bertalan    |
| 1986 | Állj mellém!                                       | Stand by Me                                              | Vernon "Vern" Tessio                             | Glósz Viktor      |
| 1986 | Állj mellém!                                       | Stand by Me                                              | Vernon "Vern" Tessio                             | Bogdán Gergő      |
| 1988 | Rendőrakadémia 5. – Irány Miami Beach!             | Police Academy 5: Assignment Miami Beach                 | fiú a strandon (stáblistán nem szerepel)         |                   |
| 1993 | Marilyn mosolya                                    | Calendar Girl                                            | Scott Foreman                                    | Szokol Péter      |
| 1996 | Bogaras Joe                                        | Joe's Apartment                                          | Joe                                              | Bolba Tamás       |
| 1996 | Bogaras Joe                                        | Joe's Apartment                                          | Joe                                              | Markovics Tamás   |
| 1996 | Jerry Maguire – A nagy hátraarc                    | Jerry Maguire                                            | Frank "Cush" Cushman                             | Bognár Zsolt      |
| 1997 | Sikoly 2.                                          | Scream 2                                                 | Derek Feldman                                    | Bolba Tamás       |
| 1998 | Buli az élet                                       | Can't Hardly Wait                                        | Trip McNeely                                     | Crespo Rodrigo    |
| 1999 | Pár-baj                                            | Body Shots                                               | Michael Penorisi                                 | Selmeczi Roland   |
| 2000 | A Mars-mentőakció                                  | Mission to Mars                                          | Phil Ohlmyer                                     | Viczián Ottó      |
| 2001 | Vad kanok                                          | Tomcats                                                  | Michael Delaney                                  | Selmeczi Roland   |
| 2002 | Az új fiú                                          | The New Guy                                              | ikerpár tagja                                    | Selmeczi Roland   |
| 2002 | Én és én meg a tehén                               | Buying the Cow                                           | David Collins                                    | Dévai Balázs      |
| 2002 | Én és én meg a tehén                               | Buying the Cow                                           | David Collins                                    | Csőre Gábor       |
| 2003 | Kenguru Jack                                       | Kangaroo Jack                                            | Charlie Carbone                                  | Dévai Balázs      |
| 2004 |                                                    | Fat Slags                                                | Sean Cooley                                      |                   |
| 2004 | Fejjel a bajnak                                    | First Daughter                                           | nem szerepel                                     | –                 |
| 2005 | Enyém, tiéd, miénk                                 | Yours, Mine and Ours                                     | Max Algrant                                      |                   |
| 2006 | Alibi – Ha hiszed, ha nem                          | The Alibi                                                | üzletember                                       |                   |
| 2006 | Egy férfi naplója                                  | Man About Town                                           | David Lilly                                      | Viczián Ottó      |
| 2006 |                                                    | Room 6                                                   | Lucas Dylan                                      |                   |
| 2008 |                                                    | The Parody Video Tom Cruise Wants You to See (rövidfilm) | Tom Cruise                                       |                   |
| 2009 | Segítség, gyereket várok!                          | Baby on Board                                            | Curtis                                           | Varga Gábor       |
| 2009 | Őrült szenvedély                                   | Obsessed                                                 | Ben                                              | Hujber Ferenc     |
| 2010 | Piranha 3D                                         | Piranha 3-D                                              | Derrick Jones                                    | Dévai Balázs      |
| 2010 | Superman/Shazam – Black Adam visszatér (rövidfilm) | Superman/Shazam!: The Return of Black Adam               | Marvel Kapitány                                  |                   |
| 2013 | Horrorra akadva 5.                                 | Scary Movie 5                                            | Christian Grey                                   |                   |
| 2014 | Veronica Mars                                      | Veronica Mars                                            | Dan Lamb seriff                                  | Bordás János      |
| 2014 | Űrállomás 76                                       | Space Station 76                                         | Steve                                            | Varga Gábor       |
| 2014 | A hasonmás                                         | The Lookalike                                            | Joe Mulligan                                     | Bozsó Péter       |
| 2015 | Az Igazság Ligája: Atlantisz trónja                | Justice League: Throne of Atlantis                       | Clark Kent / Superman (hangja)                   | Welker Gábor      |
| 2016 | Az Igazság Ligája a Tini Titánok ellen             | Justice League vs. Teen Titans                           | Clark Kent / Superman (hangja)                   | Welker Gábor      |
| 2017 | A sötét Igazság Ligája                             | Justice League Dark                                      | Clark Kent / Superman (hangja)                   | Welker Gábor      |
| 2017 |                                                    | Wish Upon                                                | Alex                                             |                   |
| 2018 |                                                    | The Death of Superman                                    | Clark Kent / Superman (hangja)                   |                   |
| 2018 |                                                    | Deep Murder                                              | Doug                                             |                   |
| 2019 |                                                    | Reign of the Supermen                                    | Superman / Clark Kent / Cyborg Superman (hangja) |                   |
| 2019 |                                                    | Satanic Panic                                            | Samuel Ross                                      |                   |
| 2019 | Batman: Hush                                       | Batman: Hush                                             | Superman / Clark Kent (hangja)                   | Welker Gábor      |
| 2020 | A titok – Merj álmodni                             | The Secret: Dare to Dream                                | Tucker                                           |                   |
| 2020 | A Sötét Igazság Ligája: Apokoliszi háború          | Justice League Dark: Apokolips War                       | Superman / Clark Kent (hangja)                   |                   |
| 2020 | A lesza*om lista                                   | The F**k It List                                         | Jeffrey                                          |                   |
| 2020 |                                                    | Ballbuster                                               | Rich                                             |                   |
| 2021 | Kutyaösszeesküvés                                  | Pups Alone                                               | Charlie (hangja)                                 | Karácsonyi Zoltán |
| 2021 | Veszélyeztetett faj                                | Endangered Species                                       | Mitch Hanover                                    | Dévai Balázs      |
| 2022 |                                                    | Play Dead                                                | Coroner                                          |                   |
| 2023 |                                                    | The Donor Party                                          | Tim                                              |                   |

### Televízió
| Év        | Magyar cím                        | Eredeti cím                                 | Szerep                        | Megjegyzések                                                                                         |
| --------- | --------------------------------- | ------------------------------------------- | ----------------------------- | --- |
| 1986      | Szentikék – A kis Dávid kalandjai | The Kingdom Chums: Little David's Adventure | Osborne (hangja)              | különkiadás                                                                                          |
| 1987      |                                   | The Room Upstairs                           | Carl                          | tévéfilm                                                                                             |
| 1988      |                                   | The Equalizer                               | Bobby                         | 1 epizód                                                                                             |
| 1988      |                                   | Ollie Hopnoodle's Haven of Bliss            | Ralph Parker                  | tévéfilm                                                                                             |
| 1988–1991 |                                   | My Secret Identity                          | Andrew Clements               | főszereplő                                                                                           |
| 1989      |                                   | Charles in Charge                           | David Landon                  | 1 epizód                                                                                             |
| 1990      |                                   | ABC TGIF                                    | Brody                         | 1 epizód                                                                                             |
| 1992      |                                   | Camp Wilder                                 | Brody Wilder                  | 19 epizód                                                                                            |
| 1995      | Az élet sűrűjében                 | Ranger, the Cook and the Hole in the Sky    | Mac                           | tévéfilm                                                                                             |
| 1995      |                                   | Blue River                                  | Lawrence Sellars              | |
| 1995–1999 | Sliders                           | Sliders                                     | Quinn Mallory                 | - főszereplő (69 epizód) - magyar hangja: - Bor Zoltán (1. rész) - Selmeczi Roland (állandó hangja)  |
| 1995–1999 | Sliders                           | Sliders                                     | Quinn Mallory                 | - producer (22 epizód, 1998–1999) - forgatókönyvíró (1 epizód, 1999) - rendező (5 epizód, 1997–1999) |
| 1999      | A '60-as évek                     | The '60s                                    | Brian Herlihy                 | tévéfilm                                                                                             |
| 2001      |                                   | Night Visions                               | Andy                          | 1 epizód                                                                                             |
| 2002      |                                   | Going to California                         | Pete Rossock                  | 1 epizód                                                                                             |
| 2002      |                                   | Rome Fire                                   | Ryan Wheeler                  | tévéfilm                                                                                             |
| 2002–2007 | Bostoni halottkémek               | Crossing Jordan                             | Woody Hoyt nyomozó            | főszereplő (88 epizód)                                                                               |
| 2003–2008 |                                   | MADtv                                       | Ted Levin / John Edwards      | 2 epizód                                                                                             |
| 2004      | Nyomtalanul                       | Without a Trace                             | Joe Gibson                    | 1 epizód                                                                                             |
| 2004      | Las Vegas                         | Las Vegas                                   | Woody Hoyt nyomozó            | 5 epizód                                                                                             |
| 2005      | Az igazság ligája: Határok nélkül | Justice League Unlimited                    | Marvel Kapitány (hangja)      | 1 epizód                                                                                             |
| 2007      |                                   | On the Lot                                  | Jerry 'The Move'              | 1 epizód                                                                                             |
| 2007      | Ki ez a lány?                     | Ugly Betty                                  | Joel                          | 1 epizód                                                                                             |
| 2007      | The Batman                        | The Batman                                  | Éjszárny                      | 2 epizód                                                                                             |
| 2007      |                                   | Carpoolers                                  | Laird                         | 13 epizód                                                                                            |
| 2008      | Nem ér a nevem                    | Samantha Who?                               | Craig                         | 1 epizód                                                                                             |
| 2008      |                                   | Do Not Disturb                              | Neal                          | 6 epizód                                                                                             |
| 2009      | Nora Roberts: Csendes holtág      | Midnight Bayou                              | Declan Fitzpatrick            | - tévéfilm - magyar hangja: - Posta Victor                                                           |
| 2009      | Eastwicki boszorkák               | Eastwick                                    | Colin Friesen                 | 1 epizód                                                                                             |
| 2010      | Jog/Ászok                         | The Defenders                               | Pete Kaczmarek                | főszereplő (18 epizód)                                                                               |
| 2011      | G. I. Joe Renegátok               | G.I. Joe: Renegades                         | Barbecue                      | 1 epizód                                                                                             |
| 2011      | Pecatanya                         | Fish Hooks                                  | Sterling Hamsterton (hangja)  | 1 epizód                                                                                             |
| 2011      |                                   | NTSF:SD:SUV::                               | Mental Man                    | 1 epizód                                                                                             |
| 2012      |                                   | Mockingbird Lane                            | Herman Munster                | - különkiadás - (nem lett önálló sorozat)                                                            |
| 2013      | Égető szerelem                    | Burning Love                                | Henry                         | 14 epizód                                                                                            |
| 2013      |                                   | King & Maxwell                              | Jerry Walkeiwicz              | 1 epizód                                                                                             |
| 2013      |                                   | Satisfaction                                | David                         | 1 epizód                                                                                             |
| 2013      |                                   | We Are Men                                  | Stuart Strickland             | 7 epizód                                                                                             |
| 2013–2015 | Jake és Sohaország kalózai        | Jake and the Never Land Pirates             | Pip the Pirate Genie          | 7 epizód                                                                                             |
| 2014      | A liga                            | The League                                  | Muldoon atya                  | 1 epizód                                                                                             |
| 2014–2018 | Tömény történelem                 | Drunk History                               | Thomas Jefferson / Raszputyin | 2 epizód                                                                                             |
| 2015      | A titkok könyvtára                | The Librarians                              | fiatal Lancelot               | 1 epizód                                                                                             |
| 2015      | A munka hősei                     | Workaholics                                 | Teddy                         | 1 epizód                                                                                             |
| 2015      | Ketten jegyben                    | Marry Me                                    | Daniel                        | 2 epizód                                                                                             |
| 2015      | Azanyját!                         | Significant Mother                          | Bob Babcock                   | 1 epizód                                                                                             |
| 2015      | Fresh Beat, a kémcsapat           | Fresh Beat Band of Spies                    | Arizona Jones (hangja)        | 1 epizód                                                                                             |
| 2016      | Laura rejtélyei                   | The Mysteries of Laura                      | Jon Dunham                    | 2 epizód                                                                                             |
| 2016      |                                   | Young & Hungry                              | Nick Diamond                  | 1 epizód                                                                                             |
| 2016      | Zűrös viszonyok                   | Mistresses                                  | Robert                        | 4 epizód                                                                                             |
| 2016      | Scream Queens – Gyilkos történet  | Scream Queens                               | Dr. Mike                      | 2 epizód                                                                                             |
| 2016–2019 | Milliárdok nyomában               | Billions                                    | Steven Birch                  | 6 epizód                                                                                             |
| 2017      |                                   | Love Locks                                  | Jack Burrow                   | tévéfilm                                                                                             |
| 2017      | Justice League Action             | Justice League Action                       | Atom / Ray Palmer (hangja)    | 3 epizód                                                                                             |
| 2017      |                                   | Andi Mack                                   | nem szerepel                  | rendező (1 epizód)                                                                                   |
| 2017      | Félig üres                        | Curb Your Enthusiasm                        | nyomozó                       | 1 epizód                                                                                             |
| 2018      | Agymenők                          | The Big Bang Theory                         | George Cooper Jr.             | - 3 epizód - magyar hangja: - Makranczi Zalán                                                        |
| 2018      |                                   | Carter                                      | Harley Carter                 | főszereplő (10 epizód)                                                                               |

## Fordítás
- Ez a szócikk részben vagy egészben  a   Jerry O'Connell című angol Wikipédia-szócikk fordításán alapul.  Az eredeti cikk szerkesztőit annak laptörténete sorolja fel. Ez a jelzés csupán a megfogalmazás eredetét és a szerzői jogokat jelzi, nem szolgál a cikkben szereplő információk forrásmegjelöléseként.